# Ascenso y caída de la ciudad de Mahagonny
Ascenso y caída de la ciudad de Mahagonny (título original en alemán, Aufstieg und Fall der Stadt Mahagonny) es una ópera en tres actos con música de Kurt Weill y libreto en alemán de Bertolt Brecht. Se estrenó en Leipzig, el 9 de marzo en el año 1930. La ópera está ambientada en Mahagonny, una ciudad ficticia de los EE. UU. en el año 1930.

## Historia

### Composición
El libreto fue escrito principalmente a principios del año 1927 y la música se terminó en la primavera de 1929, interrumpido por los trabajos con la Dreigroschenoper en el verano del 1928; los autores, sin embargo, revisaron tanto el texto como la música en parte más tarde. Un primer producto secundario, sin embargo, fue el Mahagonny-Songspiel, a veces conocido como Das kleine Mahagonny ("El pequeño Mahagonny"), una obra de concierto para voces y pequeña orquesta encargada por el Festival de Música de Cámara Alemán en Baden-Baden, donde se estrenó el 18 de julio de 1927. Los diez números, que incluyen la "Canción de Alabama" y la "Canción de Benarés", fueron debidamente incorporados a la ópera completa. 
La partitura de Weill usó una serie de estilos, incluyendo rag-time, jazz y contrapunto formal, especialmente en la "Alabama Song" ("Canción de Alabama", interpretada por diversos artistas, especialmente The Doors, David Bowie y Marilyn Manson). Las letras para la "Canción de Alabama" y otra canción, la "Canción de Benarés" están en inglés (aunque en un inglés muy particular) y se interpretan en ese idioma incluso cuando la ópera se hace en su idioma alemán original.

### Representaciones
La ópera se estrenó en el Neues Theater de Leipzig el 9 de marzo de 1930, con tumulto en el auditorio. Simpatizantes de la NSDAP entorpecieron la presentación y solo con esfuerzos y disciplina la pieza pudo ser finalizada. Se interpretó en Berlín en diciembre del año siguiente. La ópera fue prohibida por los nazis en 1933 y no tuvo ninguna reposición significativa hasta los años sesenta. En España se estrenó en el Gran Teatro del Liceo de Barcelona en 1971;  no programándose en el Teatro Real hasta octubre de 2010.
Esta ópera sigue en el repertorio, aunque no está entre las más representadas; en las estadísticas de Operabase Archivado el 14 de mayo de 2017 en Wayback Machine. aparece la n.º 99 de las cien óperas más representadas en el período 2005-2010, siendo la 19.ª en Alemania y la primera de Weill, con 36 representaciones en el período.

## Argumento

### Acto I
Leokadja Begbick; Willy, el procura (en ediciones antiguas llamado Fatty) y Trinidadmosis huyen de los condestables con destino hacia la costa, donde encontraron oro, pero su coche se estropea en el arcén en el desierto. Al no poder seguir adelante, pero tampoco regresar, deciden fundar una ciudad, "Mahagonny", que significa ciudad de red y sacar el dinero a los que vienen desde la costa con bares y burdeles. Debe primar armonía y calma. 
Al ir creciendo la ciudad, con insatisfechos de todos los continentes, la ciudad atrae a cuatro leñadores de Alaska: Heinnrich Merg, Joseph Lettner, Jakob Schmidt y Paul (Paule) Ackermann (en las ediciones antiguas: Sparbüchsenbilly, Alaskawolfjoe, Jack O'Brien y Jim (Jimmy Mahoney)) buscando su fortuna en la nueva ciudad. Recién llegados Paule se enamora de la ramera Jenny. Mahagonny cae en una crisis: bajan los precios, la gente se marcha y Paul se siente insatisfecho al ver una placa donde dice "Se prohíbe..." Además un huracán se acerca a la ciudad. Esa noche Paule encuentra la ley de la bondad humana: "¡estás permitido!" Lo único que queda prohibido es no tener dinero, que está penalizado con la muerte. Justo antes de que el huracán destruya la ciudad, le explica a la gente que no es necesario un tifón para destruir porque el ser humano se las sabe arreglar muy bien él mismo. Como ejemplo y por despecho canta una canción alegre.

### Acto II
El huracán se acerca a Mahagonny. Al auditorio se le comunica la acción a través de un narrador de la radio. Un minuto antes de llegar a Mahagony, el tifón cambia de dirección y salva la ciudad. De ahora en adelante el lema de la gente de Mahagonny es la frase "¡está permitido!".
El acto sigue este lema: "Primero no olvidar comer, segundo lo referente al acto de amor, tercero no olvidar boxear, cuarto beber según el contrato. Pero de todos modos daros bien cuenta de que aquí todo está permitido." (si uno tiene dinero)(Principio de la escena 13) Esto tiene unas consecuencias: El amigo de Paule, Jacob, muere comiendo demasiado, Joseph muere boxeando contra Trinidadmosis, después de haber persuadido a Paule cifrar todo su dinero en él. En la escena siguiente, Paule distribuye whisky a todos los hombres de Mahagonny. Pero cuando Begbick exige su dinero, se acuerda de que se ha quedado sin nada y su propia ley se vuelve fatalmente contra él. Lo detienen porque ni Jenny ni Heinrich quieren pagar por él.

### Acto III
Su juicio está el día próximo. Un hombre que ha matado a otro paga suficiente cohecho para ser exculpado. A Paule no le queda dinero y es apuñalado por la espalda por sus amigos. Heinrich dice: "Paul, estamos relacionados a nivel humano, pero con el dinero es una cosa diferente." Jenny declara como testigo aunque estaba contenta junto a él. Después de su ejecución se ven manifestaciones en contra la "carestía enorme" y la decadencia general a nivel económico y moral. La ciudad finalmente cae en el caos.

## Música
Kurt Weill durante la ópera reseña un círculo amplio presentando varios temas durante el primer acto y luego anidándolas de manera más y más compleja y llevándolas a un clímax en el acto final.
Frecuentemente usa citas musicales: el Acorde de Tristán, extraído de Tristán e Isolda de Richard Wagner, que en su época frecuentemente es usado para referir a un amor infinito, suena en el principio de la fundación de una ciudad de bares y burdeles; La canción del Wir weben zusammen den Jungfernkranz de la ópera der Freischütz por Karl Maria von Weber (que durante su época por muchos fue considerado como Kitsch) está citada cuando llegan los cuatro leñadores que por supuesto no estaban pensando en tejer. Otras formas citadas son fugas a la manera de Bach, música eclesiástica, popular y militar, el shanty, la tarantela y el blues.

### La "canción de Alabama"
Es una canción que aparece en el primer acto, cantada por las chicas y por Jenny. Ellas perdieron su patria y la única oportunidad que ven es venderse a los hombres de Mahagonny. Se despiden de la luna, un motivo que aparece varias veces durante la ópera, esperando una vida mejor. 
La música mezcla unas coloraturas tristes con un sprechgesang cínico expresando esta nostalgia
El texto original fue publicado por primera vez en la Hauspostille por Brecht, el año 1927, junto con una melodía por él mismo que Weill no usaba. En el texto fuente el yo lírico es un hombre. 

### Instrumentación
2 flautas (a veces 2 flautines), Oboe, clarinete, 3 sax (soprano, alto/báriton, tenor), 2 Fagotes (a veces 2 contrafagotes), 2 trompas, 3 trompetas, 2 trombones, tuba, timbales, percusión, piano, armonio ad lib., Banjo, Guitarra baja, Bandoneón, cuerdas.
En el escenario
2 flautines, 2 clarinetes, 3 sax, 2 fagotes, 2 trompas, 2 trompetas, 2 trombones, tuba, percusión, piano, cítara, xilófono, banjo, bandoneón.

## Grabaciones
- Lotte Lenya, Norddeutsches Radio-Orchester, Wilhelm Brückner-Rüggeberg, 1956 (Sony Music).
- Anja Silja, Anny Schlemm, Thomas Lehrberger, Kölner Rundfunkorchester, Jan Latham-König, 1988 (CD Capriccio 10 160/61).
- Teresa Stratas, Astrid Varnay, Richard Cassily, Metropolitan Opera New York, James Levine,(en inglés) VHS 1978.
- Catherine Malfitano, Gwyneth Jones, Jerry Hadley, Radio-Sinfonieorchester Wien, Dennis Russell Davies, 1998 (DVD).
- Audra McDonald, Patti LuPone y elenco, Los Angeles Opera, James Conlon, 2007 DVD (en inglés).
- Measha Brueggergosman, Willard White, Jane Henschel, Michael Konig, Teatro Real de Madrid, Pablo Heras-Casado (en inglés) 2010 (DVD).